# Mátyás király út (Budapest)
A Mátyás király út Budapest XII. kerületében található, a Költő utcát köti össze a Szilassy utcával.
A Svábhegy oldalában, nagyjából a lejtés vonalában futó sétaút, melynek több pontjáról szép kilátás nyílik a városra. A 19. század derekán kezdtek itt nyaralókat és villákat építeni.

## Jelentős épületei
14/c. szám: ún. Libasinszky-villa. Hild József építette 1846-ban Libasinszky Vince szabómester özvegye számára. Emeletes, klasszicista stílusú épület, 6 oszlopos és faoromzatos középrésszel, az oszlopok alatt 5 árkáddal.
18. szám: Kallina Mór által 1887-ben tervezett villa.
20. szám: 1850-ben épült villa.
21. szám: Villa 1886-ból.
23. szám: Hegyi és Majkovszky Pál által tervezett villa 1889-ből.
24. szám: Szintén Hegyi és Majkovszky Pál tervezte 1888-ban.
25. szám: 1890-ben tervezte Majkovszky Pál.
30. szám: Diescher József által 1893-ban tervezett villa.
32. szám: Dankó Károly tervezte a villát 1885-ben.
34. szám: Villa 1889-ből.
44. szám: 1894-ben épült villa és 1910-ben épült kerti pavilon.